# イワン・イサコフ
イワン・ステパノヴィチ・イサコフ（ロシア語：Ива́н Степа́нович Иса́ков, アルメニア語：Հովհանես Սթեփանի Իսակով, 1894年8月22日 - 1967年10月11日）は、ソ連海軍の軍人。アルメニア人。ソ連海軍参謀総長、海軍人民委員代理、総司令官代理を歴任。ソ連邦海軍元帥。ソ連邦英雄。
彼は第二次世界大戦中、ソ連海軍、特にバルチック艦隊および黒海艦隊を編成する上で極めて重要な役割を演じた。
イサコフはアルメニアの「お皿」の権威として評判であり、1958年と1967年に、ソビエト連邦科学アカデミーの会員および執筆者となった。

## 出自
イワン・イサコフ、アルメニア名ホヴハンネス・イサハキアンは、ロシア帝国カルス州（現トルコ領カルス県）ハドジフェンドの村にてアルメニア人鉄道技師の家庭に生まれた。父ステパン・ジューコフスキー・イサハキアンは早くに亡くなったため、エストニア出身の母イディ・ラウアーと叔父のピョートル・ラウアーによって育てられる。ピョートルもまた技師であったが、海軍への仕官を夢見ていた。この事が、イサコフ自身が海軍への道を志すきっかけとなる。
のちにグルジア・ティフリスへ移住、現地の実科学校にて数学および科学を学ぶ。
1913年の卒業後、早速サンクトペテルブルクへと赴き、ロシア帝国海軍兵学校へと応募するも、外国人であるという理由で拒否されてしまう。仕方なくサンクトペテルブルク技術学院に入学、自動車整備工として働くことになる。

## 軍歴

### 初期の軍務
1914年、第一次世界大戦が勃発、士官の速成教育が急務となり、「独立士官見習」制度が設けられた。イサコフにもようやく海軍将校への門扉が開かれ、同年夏、兵学校試験に合格、9月25日士官見習に任官。練習船での南洋航海を終え、二月革命後の1917年3月に少尉に任命された。彼は十月革命後もバルチック艦隊に残り、「イジャスラフ」、「リガ」、「コープチク」、「コールシュン」等の艦艇で勤務した。1918年、彼はブレスト＝リトフスク条約が結ばれるまで、ドイツ帝国海軍とのいくつかの戦闘に参加した。この条約により、ロシア＝ドイツ間の戦争は終結し、バルト海はドイツ軍に明け渡された。1918年3月、イサコフはヘルシンフォールズ海軍基地からの「バルチック艦隊氷海巡航」 (Ледовый поход Балтийского флота) 作戦に参加し、同作戦によりロシアの戦艦および砕氷船は、バルト海からペトログラード近郊のクロンシュタット海軍基地に移された。
1920年、イサコフは駆逐艦「デヤーテリヌイ」に配転され、同艦は下ヴォルガ川からカスピ海を警備し、後にはロシア内戦の最中に連合国干渉軍の拠点を砲撃した。戦闘におけるその優秀性が認められ、1921年、彼は駆逐艦「イジャスラフ」の砲台指揮官に任ぜられた。1922年から1927年、彼は黒海艦隊において、作戦参謀および参謀副長を務めた。1928年、イサコフはレニングラードのヴォロシーロフ名称海軍アカデミー先任将校訓練課程・上級コースを修了した。

### 第二次世界大戦
1932年、イサコフは海軍アカデミー教授および総合戦術部門 (overall art department) 長に就任。
1934年、バルチック艦隊参謀長。しかし1935年7月25日、フィンランド湾にて演習中にバース級潜水艦「B-3」が戦艦マラートと衝突し、潜水艦の乗員55名が死亡する事故が起こる。原因は国防人民委員クリメント・ヴォロシーロフ元帥の作戦への過度な干渉であったが、イサコフは事故の責任を負い参謀長を辞職、再び教育畑へと戻る。
1936年、青島の戦いでのドイツ軍側の沿岸防衛戦略について研究している。1937年1月、バルチック艦隊参謀長、同年8月に司令官。1938年、ソビエト海軍人民委員部副委員、39年同第一副委員。また同年、共産党に入党した。1940年、海軍参謀総長に任命。冬戦争において彼は、バルト海における海軍の戦艦の行動のみならず、赤軍の対フィンランド作戦をも含めて指揮・調整した。
1941年、独ソ戦が勃発すると、ナチス・ドイツの進撃をくい止めるために、ソ連海軍の人員は大幅に減らされた。それでもイサコフは、一時的にソ連赤旗北方艦隊で務めた後、バクー油田を狙ってドイツ軍が迫る北カフカース戦線の海軍司令官となった。そこにおいて、彼は北カフカース戦線司令部の軍事会議議員となり、同地区を防衛する海軍部隊の作戦を計画し、監督した。彼はドイツ軍占領下のケルチ半島におけるソ連軍上陸の遂行に責任を負っていた。1942年10月4日、イサコフはドイツ軍のトゥアプセ (Туапсе) 空襲で負傷し、その足を切断せざるを得ず、戦争の残り時間を野戦病院で過ごした。
1944年5月31日、イサコフは海軍元帥に昇格。1946年2月、ソ連海軍総司令官代理兼参謀総長に任命された。1950年退役。
1955年3月3日、海軍最高位のソ連邦海軍元帥が創設されると、総司令官ニコライ・クズネツォフと共に任命された。

### 顕彰
レーニン勲章6個、赤旗勲章3個、一等ウシャコフ勲章2個、一等祖国戦争勲章、赤星勲章。1965年5月7日、ソ連邦英雄称号を授与。

## 学術研究
1932年にアカデミー教授となった後、イサコフは海軍戦術及び戦略の研究に多くの時間を費やした。1932年から33年、彼は第一次世界大戦の諸戦において使用された海軍戦術に関するソ連軍事レポートに参加した。1937年、彼は青島の戦い（1914年）における日本海軍対ドイツ軍の過程を研究した学位論文により、準博士 (Кандидат наук) となった。